# 무고 (춤)

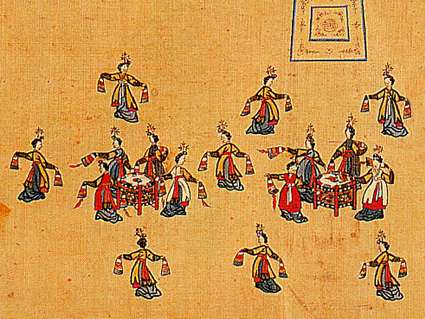

무고(舞鼓)는 북을 치며 추는 한국의 궁중무용인 정재이다. 고려 시대에 만들어졌으며, 승전무 의례무용으로도 연습했다. 이름의 '무' (舞)와 '고' (鼓)라는 두 단어는 각각 춤과 북을 의미한다.

## 같이 보기
- 승전무
- 한국 무용
- 한국 전통 악기